# Goeslaar
Goeslaar is een gehucht in de Belgische gemeente Lummen. Het ligt ten westen van het centrum van Lummen.
Het gehucht wordt door de autosnelweg A2/E314 doorsneden. Het ligt ten westen van de Willekensberg en het Lummens Broek.
Ten westen van Goeslaar ligt een waterloopje met een enkele vijver, en het bosgebied Grote Dorst: een naaldhoutbos op een zandrug.
Goeslaar kent een aan Sint-Hubertus gewijde schuttersgilde.